# Cucumaria flamma
Cucumaria flamma is een zeekomkommer uit de familie Cucumariidae.
De wetenschappelijke naam van de soort werd in 1999 gepubliceerd door F.A. Solis-Marin & A. Laguarda-Figueras.